# Alexander Macomb (général)
Pour les articles homonymes, voir Alexander Macomb.
Alexander Macomb, Junior (3 avril 1782 – 25 juin 1841) est un militaire de carrière américain qui fut Commanding General of the United States Army du 29 mai 1828 au 25 juin 1841. 
Il s'illustra pendant la guerre anglo-américaine de 1812 par une défense héroïque à la bataille de Plattsburgh, qui retarda l'invasion britannique jusqu'à la victoire du lac Champlain.
La mère de Macomb, née Catherine Navarre, était française, fille de Robert de Navarre, notaire royal et subdélégué du Roi de France de l'établissement de Détroit (français depuis sa fondation en 1701 jusqu'en 1760).